# Museo d'arte di Lima
Il Museo d'arte di Lima (Museo de Arte de Lima, MALI) è uno dei principali musei del Perù, situato nel Paseo Colón, di fronte al Museo d'arte italiana di Lima, nel distretto di Lima. La sua superficie espositiva totale è di 4500 m² e comprende sia le sale della collezione permanente che le sale per le esposizioni temporanee.
Circondato da statue, giardini e uno zoo, il Museo è di natura artistica e ha come tema l'arte peruviana nel corso della sua storia.
La collezione è organizzata secondo i periodi della storia peruviana: le sue collezioni comprendono ceramiche e tessuti delle varie culture precolombiane sorte nelle Ande, mobili coloniali, opere pittoriche di Pancho Fierro, José Gil de Castro, Francisco Laso, Ignacio Merino, Carlos Baca-Flor e altri pittori del periodo repubblicano, cosicché l'esposizione permanente racchiude 3 000 anni di arte in Perù.
Il Museo organizza corsi di arti plastiche, espressione corporea, chitarra, aerobica e danza; dispone inoltre di servizi di cineteca. È uno dei principali musei del paese, con un percorso riconosciuto nella conservazione, ricerca e diffusione dell'arte peruviana.

## Palazzo delle Esposizioni
In occasione dei festeggiamenti per il cinquantenario dell'indipendenza del Perù fu decisa l'apertura del Parco delle Esposizioni nel barrio di Santa Beatriz (tra Paseo Colón, avenida Inca Garcilaso de la Vega, Paseo de la República e avenida 28 de Julio). All'interno del Parco, tra gli altri, era previsto il Palazzo delle Esposizioni destinato a ospitare l'Esposizione nazionale del 1872.

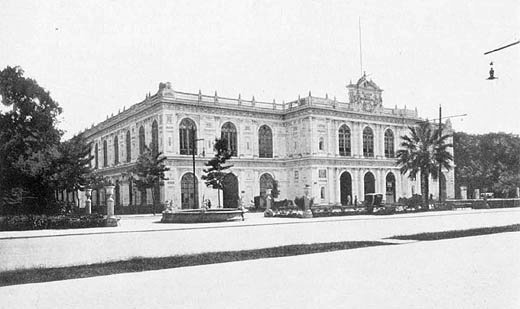
Palazzo delle Esposizioni (fine XIX secolo)

L'edificio, progettato dall'architetto genovese Antonio Leonardi in stile neorinascimentale, è una costruzione pionieristica per l'America Latina, in quanto è una delle prime e più importanti opere realizzate in ferro, realizzato su due piani e con un cortile centrale, misura 80 metri di lunghezza per 54 di larghezza. Le colonne portanti di ferro, i marmi, i mobili e i preziosi oggetti d'arte sono stati portati dall'Europa.
Dopo l'Esposizione nazionale (Grande mostra di arti, scienze e industrie, 1º luglio 1872 – 5 ottobre 1872), il Palazzo divenne sede della Società di belle arti. Durante la Guerra del Pacifico fu utilizzato come ospedale e caserma delle truppe cilene. Nel 1889 venne destinato a sede del Consiglio provinciale di Lima. Dopo il 1905: Museo nazionale di storia, Ministero dello sviluppo, Camera dei deputati, Direzione del traffico e Ministero dell'agricoltura. Nel 1923, dopo l'incendio che rese inagibile il Palazzo comunale di Lima, divenne sede della Municipalità di Lima, sino al 1939.

## Museo d'arte
Nel 1954 un gruppo di 25 tra uomini d'affari, intellettuali e liberi professionisti costituirono il Patronato de las Artes, al quale la Municipalità di Lima
affidò in comodato il Palazzo delle Esposizioni con lo scopo di organizzare un museo d'arte. Nel 1955 il Governo peruviano acquisì a Parigi la collezione del pittore peruviano Carlos Baca-Flor (1867 – 1941), assegnata al Patronato de las Artes e che consisteva di 86 dipinti ad olio, 6 acquerelli, 192 disegni e sculture varie, medaglie, diplomi, fotografie e altri cimeli personali. Con l'appoggio dell'UNESCO, nel 1956 venne presentato un progetto di ristrutturazione radicale dell'edificio. I lavori iniziarono nel marzo del 1956 con il sostegno del governo peruviano e del governo francese, arrivando a una prima inaugurazione con una grande esposizione dedicata all'industria e alla cultura francesi.
Il 10 marzo 1961, il presidente Manuel Prado Ugarteche inaugurò ufficialmente il Museo d'Arte di Lima con la donazione della collezione Memoria Prado, formata all'inizio del XX secolo dal professor Javier Prado Ugarteche, fratello del presidente, e che costituisce tuttora il nucleo delle collezioni del Museo. Nel 1966 venne aperto il laboratorio di restauro.
Nel 1973 l'Istituto nazionale della cultura (INC) dichiarò il Palazzo delle Esposizioni «Monumento storico e Patrimonio culturale della Nazione». Nel 1979 con la Resolución Suprema Nº 0047-79 ED, si dichiarava il Palazzo delle Esposizioni «intangibile e destinato esclusivamente a fini culturali».
Nel 1986, terminati i lavori al primo piano, vennero inaugurati l'auditorium e la biblioteca. Nel 1988 iniziò a funzionare il laboratorio di conservazione e restauro.
Nel 1993 venne creato il Programma amici del museo (PAM) con lo scopo di favorire un legame più stretto tra la società civile e il Museo.
Nel 1998 la Municipalità Metropolitana di Lima sottoscrisse la proroga del contratto di comodato per 30 anni, arrivando al 2028. Sempre nel 1998 venne lanciato il programma Recuperando las Obras del Museo, con l'obiettivo di valorizzare le collezioni del Museo, e nel 1999  il primo Concurso Interescolar de Arte.
Nel 2003 la Fondazione Paul Getty concedeva una donazione alla Biblioteca del Museo per l'acquisto di libri mentre il Fondo dell'Ambasciatore degli Stati Uniti finanziava il Progetto di stabilizzazione e valorizzazione della collezione tessile precolombiana.
Nel 2003 è partito il progetto di riqualificazione del Museo con l'inaugurazione della Sala dell'argenteria coloniale e repubblicana, sponsorizzata dalla Compañía de Minas Buenaventura.
Nel 2004 veniva istituito l'Istituto superiore pedagogico per la formazione pedagogica professionale con specializzazione artistica, mentre il Servizio postale del Perù, per il cinquantennale del Patronato de las Artes emetteva un francobollo celebrativo.
Nel 2005 la Fondazione Mapfre ha finanziato il Progetto per la catalogazione e conservazione della collezione di disegni, incisioni e acquerelli. 
Nel 2006 veniva inaugurata la Sala della fotografia, nel 2007 la Sala del disegno e dei costumi e la riorganizzazione della Sala dei tessuti precolombiani, con il sostegno dell'Ambasciata della Germania e delle aziende tessili Creditex, Cía. Industrial Nuevo Mundo e Tejidos San Jacinto.
L'8 aprile 2010, terminata la prima parte dei lavori di riqualificazione, il Museo d'arte di Lima ha riaperto al pubblico con tre esposizioni temporanee ospitate al primo piano.
Nel 2012 il Museo d'arte di Lima ha aderito al Google Art Project, con il quale sono disponibili circa 300 immagini di opere dalle collezioni del Museo.
Il 7 gennaio 2014, con il Museo chiuso per i lavori di riqualificazione, la direttrice Natalia Majluf ha annunciato l'apertura della piattaforma internet dedicata alla collezione permanente, con lo scopo di «diffondere l'arte peruviana e sostenere il processo di educazione all'arte in Perù».
Il 9 settembre 2015, terminati i lavori di riqualificazione finanziati dal Ministero del commercio esterno e del turismo (MINCETUR), il Museo ha riaperto al pubblico le 34 sale che occupano il secondo piano del Palazzo delle Esposizioni.
Il 10 marzo 2016 il Museo d'arte di Lima e Telefónica hanno presentato MALI App, applicazione di audio e videoguida bilingue (spagnolo e inglese) per dispositivi mobili, per consultare la collezione virtuale del Museo, che ha anche una copertura wireless gratuita. I visitatori senza dispositivo mobile possono noleggiare un tablet alla biglietteria museo. Nello stesso periodo la direzione del MALI ha fatto tradurre in lingua quechua le targhette con le didascalie, già disponibili in spagnolo e inglese, per aumentare l’accessibilità alle collezioni.

Sempre nel 2016 il Museo d'arte di Lima e il Ministero della cultura hanno presentato l'Archivio digitale di arte peruviana (ARCHI), una piattaforma che presenta immagini ad alta risoluzione che coprono la storia artistica e culturale del Perù dall'epoca preispanica ai giorni nostri.
Nel maggio del 2016 veniva indetto il Concorso per la progettazione di una nuova ala di arte contemporanea ed è stato aggiudicato a Burgos & Garrido Arquitectos y Llama Urban Design, che ha pure ricevuto il Premio de Arquitectura Española Internacional 2017. Presumibilmente la nuova ala non potrà essere inaugurata in tempo per le manifestazioni del Bicentenario.
Nel 2017 il Museo d'arte di Lima, in collaborazione con il Museum Rietberg di Zurigo, ha presentato Nasca, la più grande mostra dedicata alla civiltà preincaica sorta nel bacino del Rio Grande, completata dal ricorso a tecnologie innovative come video, la simulazione 3D di una divinità antropomorfa, e il sorvolo simulato dei geoglifi di Nasca (progetto Vuela Nasca).
Sempre nel 2017, il MALI ha ricevuto dal Ministero nazionale della cultura il Premio nazionale della cultura nella categoria Buone pratiche istituzionali.
Le chiusure conseguenti alla Pandemia di COVID-19 sono state affrontate dal MALI, come nel resto del mondo, con l'ausilio dei social network con gli hashtag: #QuédateEnCasa, #MALIEnCasa («Se non puoi venire al MALI, il MALI viene da te»), #QuédateEnCasaChallenge, #SubastaMAL.
In un secondo tempo si è deciso di aprire due mostre on line: Khipus. Nuestra historia en nudos e Flavia Gandolfo. De un punto a otra.
Secondo Bartomeu Marí, direttore esecutivo del MALI dal 1º luglio 2019 al 15 dicembre 2021: «Il digitale può essere un alleato molto potente se sappiamo usarlo bene e oggi abbiamo una grande opportunità per farlo, tra l'altro perché non abbiamo altra scelta».
Il 16 febbraio 2022 sono terminati i lavori di restauro delle facciate, eseguiti dal World Monuments Fund Peru su commissione dell'Unione europea, per il Bicentenario dell'indipendenza del Perù.

## Esposizioni permanenti
Nel settembre del 2015, al termine dei lavori di rinnovamento, è avvenuta la riapertura delle esposizioni permanenti nelle 34 sale del secondo piano del Palazzo, suddivise in nove sezioni tematiche, che presentano oltre 1 200 pezzi degli oltre 18 000 che fanno parte delle collezioni del Museo e che percorrono 3 000 anni di storia dell'arte peruviana, dall'epoca precolombiana al periodo contemporaneo.

### Sala d'arte precolombiana
Questa sala, dedicata alle culture pre-incaiche e incaica, è composta da oggetti di ceramica, tessuti e opere di oreficeria, principalmente da corredi funerari che sono stati trovati in tutto il Perù.

#### Periodo arcaico (1800-1000 a.C.)
Durante la lunga fase che abbraccia il processo di addomesticamento e il passaggio che porta agli insediamenti nelle Ande, gli oggetti ritrovati costituiscono principalmente le immagini che decoravano i primi templi monumentali, i mates burilados, le statuine di argilla, i primi tessuti con disegni geometrici, come quelli ritrovati nel sito di Huaca Prieta, sulla costa settentrionale del Perù.

#### Periodo formativo (1200-200 a.C.)
Nel Periodo formativo predominano le immagini di animali ed esseri divinizzati con zanne, che compaiono principalmente nelle ceramiche e negli ornamenti in metallo, era un sistema iconografico legato a un influente movimento religioso e ideologico controllato dalle élite della cultura Cupisnique (sulla costa settentrionale) e della cultura Chavín (Sierra di Huaraz). Le realizzazioni artistiche di questo periodo sono caratterizzate dal felino, dal serpente, dai rapaci, dalle lucertole o dai caimani, rappresentati in modo naturalistico o stilizzato. Nelle ceramiche la decorazione era eseguita con l'incisione dei disegni. La forma più comune di ceramica era la bottiglia con manico a staffa.
Nella regione meridionale, il Periodo formativo è rappresentato principalmente dalla cultura Paracas, che si era sviluppata sulla costa tra le valli del Pisco e dell'Ica. Secondo l'archeologo Julio César Tello, due sono gli stili associati a Paracas: lo stile delle Caverne di Paracas che si distingue per la decorazione delle sue ceramiche, i cui suggestivi colori sono stati ottenuti con resine minerali applicate dopo la cottura; lo stile della Necropoli di Paracas che si distingue per i tessuti cerimoniali, i più pregiati dell'epoca, realizzati con tessuti semplici ricamati con colori vivaci.

#### Periodo intermedio temprano (200 a.C.-600 d.C.)
Dopo il declino della cultura Cupisnique, nel nord compaiono la cultura Salinar e la cultura Virú, che precedono e poi convivono parzialmente con la cultura Mochica, che segnano un taglio brusco con le tradizioni precedenti. La tradizione Virú, detta anche Gallinazo, è caratterizzata dall'introduzione della tecnica del negativo nella ceramica, principalmente nei vasi a doppio corpo.
Con la cultura Mochica emersero entità statali, insediate nelle valli costiere settentrionali, che furono caratterizzate da un complesso repertorio iconografico, architetture e sepolture funerarie. L'arte mochica – le cui principali manifestazioni erano la pittura murale, la ceramica e la lavorazione dei metalli – testimonia la complessa struttura rituale e mitologica creata con lo scopo di nobilitare i loro dei e legittimare il potere dei sovrani. La pittura a linee sottili sulla superficie della ceramica, stile che divenne rilevante nelle fasi successive, contribuì a rappresentare in maggior dettaglio scene narrative mitologiche.
Nella Ande, la rottura con la tradizione del Periodo formativo è testimoniata dal fiorire della cultura Cajamarca, nell'omonima regione, e della cultura Recuay, nel Callejón de Huaylas, caratterizzate dall'utilizzo del caolino per la produzione di ceramiche, prevalentemente scultoree. Nel ristretto repertorio di immagini predomina la rappresentazione di sacerdoti che partecipano a riti propiziatori, nonché la presenza di un felino soprannaturale, identificato dagli archeologi come "animale lunare" o "drago crestato".
Le diverse versioni in cui appare rappresentato sono state oggetto di innumerevoli studi iconografici dedicati a rintracciarne la possibile origine nell'arte Moche o Recuay. Il caolino è utilizzato anche nelle ceramiche di Cajamarca, nelle quali assume forme particolari come piatti a treppiede e ciotole, alcune delle quali decorate con motivi geometrici e lineari.
Nel sud, la principale tradizione artistica del periodo è legata allo sviluppo della civiltà Nazca, sorta come transizione dalla civiltà Paracas. Le ceramiche presentano forme caratteristiche come bottiglie a doppio beccuccio e ponte, vasi e grandi urne cerimoniali, decorate con colori accesi su fondo crema. I motivi principali rappresentati sono personaggi umani ed esseri ibridi con appendici. Animali come l'orca, il colibrì e rappresentazioni fitomorfe compaiono sia nella ceramica che nei tessuti, e la presenza di questi motivi nei geoglifi di Nasca e Palpa suggerisce un possibile legame tra le due tradizioni. L'influenza Nasca raggiunge il suo massimo splendore intorno al IV secolo d.C. con l'occupazione della sua capitale Cahuachi.

#### Periodo orizzonte medio (600-900 d.C.)
Verso la fine della cultura Mochica, emerse una serie di stili ibridi formati dalla fusione dello stile Mochica con stili esterni come la cultura Huari, da Ayacucho, Nievería dalla costa centrale e Lambayeque dalla costa settentrionale. Questo momento di transizione domina la regione fino al 900 d.C., momento in cui la cultura Lambayeque, nota anche come cultura Sicán, acquisisce maggiore preponderanza. Nella sua arte spicca la fine ed elaborata lavorazione in metallo, così come il caratteristico Huaco Rey, una bottiglia realizzata in serie che rappresenta il volto del leggendario personaggio Naylamp, identificato come un essere divino con occhi alati, orecchie a punta e che di solito porta le cuffie. È un periodo in cui si realizzano una serie di trasformazioni stilistiche e tecnologiche, che portano con sé un maggiore controllo sulla produzione di oggetti di culto. L'elaborazione di questo tipo di pezzi acquista maggiore dinamismo essendo centralizzata nelle officine statali.
A sud, nella regione di Ayacucho, il Periodo orizzonte medio è caratterizzato dall'emergere della cultura Huari, uno stato che arrivò a detenere il controllo politico e religioso su gran parte del territorio andino centrale. Le sue ceramiche policrome e i tessuti pregiati mostrano un immaginario religioso complesso che ne legittimava il potere, e che era fatto di personaggi umani ed esseri ibridi dotati di una marcata geometrizzazione. L'influenza Huari copre un vasto territorio che va dalle montagne e si estende lungo tutta la costa: recenti scoperte archeologiche indicano la presenza di Huari in luoghi costieri come la valle di Huarmey, nella regione di Ancash.

#### Periodo intermedio recente (900-1400 d.C.)
Con la fine dell'egemonia Huari, emersero nuove tradizioni indipendenti con caratteristiche particolari. A nord prevalse il regno Chimor, che si sviluppò nei territori Mochica, e la cui influenza raggiunge la regione a nord di Lima.
Durante il periodo di massimo splendore del regno Chimor la produzione di oggetti cerimoniali – principalmente ceramiche in stampi e ricchi corredi funerari in tessuto, legno e metallo – doveva essere affidata a laboratori specializzati che operavano a Chan Chan, la capitale situata nella valle di Moche.
Sebbene le società tardive della costa meridionale non abbiano raggiunto il livello di sviluppo raggiunto dai Chimor, esistono prove archeologiche che dimostrano l'elevata qualità della loro produzione artistica. Le vistose ceramiche Ica-Chincha, ad esempio, sono rappresentate principalmente da ciotole finemente lavorate, decorate con motivi geometrici ispirati alle trame dei tessuti.
In quello stesso periodo, nella valle del Chancay, apparve una tradizione isolata ma di grande forza artistica, che si distinse nella realizzaazione di ceramiche e tessuti pregiati. Questi reperti, in buon stato di conservazione, fanno parte delle collezioni dei principali musei d'arte preispanica.

#### Periodo orizzonte tardo (1400-1532 d.C.)
Con l'avvento della società Inca, emerse uno stile artistico chiaramente definito e forme ristrette, il cosiddetto stile Inca imperiale, rappresentato principalmente da quero di legno e ariballo di ceramica dipinti con motivi geometrici oppure con forme vegetali e animali. Si riconosce anche nelle raffinate tuniche cerimoniali decorate con il caratteristico motivo del tocapu, nonché nelle figurine di metallo che rappresentano esseri umani e camelidi, realizzate probabilmente per accompagnare le sepolture dei giovani sacrificati in un rituale noto come Cápac Hucha.
La sequenza stilistica della costa settentrionale culmina con la conquista degli Incas, che dà origine a una serie di stili ibridi che testimoniano i meccanismi utilizzati da questo impero per integrare e controllare i gruppi regionali fuori Cuzco. Le nuove forme differiscono dallo stile Cuzco-Inca o Inca imperiale, caratterizzato principalmente da ariballo con ingredienti locali e motivi geometrici dipinti su ceramica.

### Sala dei tessuti
La sala dei tessuti comprende una grande varietà di tessuti realizzati dalle culture che abitavano la costa peruviana ed è composta principalmente da mantelli funerari, tuniche (unkus), cappe corte (llikllas), fasce (vinchas), cinture (chumpis), cuffie, stendardi e fionde.
I pezzi più antichi, cestini rinvenuti nella grotta del Guitarrero, risalgono all'8 000 a.C. I primi tessuti realizzati in cotone sono successivi al 3 000 a.C., a cui si aggiunse l'uso delle fibre di alpaca e vigogna, nonché piume colorate e conchiglie di spondilus.

### Sala d'arte coloniale
Dopo la conquista spagnola del Perù (1532), ci fu un periodo di transizione nella quale si combinavano elementi precolombiani con le forme d'arte europee, come nei quero (bicchieri cerimoniali per libagioni solitamente realizzati in legno intagliato e policromi).
Nella seconda parte del XVI secolo giunsero dall'Italia Bernardo Bitti, Matteo Pérez e Angelino Medoro che influenzarono gli artisti locali (Leonardo Jaramillo, Luis de Riaño, Lázaro Pardo de Lago). Con il XVII secolo si affermarono la scuola pittorica limeña e la scuola pittorica cuzqueña.

### Sala degli argenti
Questa sala è stata inaugurata nel 2003 e presenta un viaggio attraverso l'evoluzione dell'argenteria in Perù dalla conquista spagnola al XX secolo. Questi pezzi provengono dalle collezioni private di Javier Prado y Ugarteche, Luisa Álvarez Calderón e Waldemar Schröder Mendoza.

### Sala d'arte repubblicana – XIX secolo
Comprende quadri di artisti peruviani come José Gil de Castro, Ignacio Merino, Francisco Laso e Luis Montero che presentano un tipo storico di pittura che riflette la realtà peruviana del XIX secolo.

### Sala d'arte costumbrista
Questa sala, dedicata al costumbrismo, presenta stampe, disegni e acquerelli usati per rappresentare i nuovi eroi repubblicani, per satirizzare le lotte politiche con le caricature o per descrivere usi e costumi che costituivano l'identità nazionale.

### Sala del XX secolo
Comprende opere pittoriche di artisti peruviani come Teófilo Castillo, José Sabogal, Julia Codesido, Mario Urteaga e Ricardo Grau, nonché dipinti di studenti della Scuola nazionale di belle arti (ENBA) e del movimento indigenista fiorito negli anni '20 e '30 del XX secolo, al quale si contrappose il Salone degli indipendenti (1937).

In quel periodo cominciarono ad emergere nuove proposte, come il postcubismo di Carlos Quízpez Asín, l'espressionismo di Macedonio de la Torre e il surrealismo del pittore e poeta César Moro.

### Sala della fotografia
Comprende una panoramica della storia della fotografia peruviana dal dagherrotipo (1842-1859) all'epoca attuale, sia a Lima che in provincia. Include anche materiale del fotografo puneño Martín Chambi.

### Sala d'arte contemporanea
Comprende opere artistiche prodotte dal 1940.
Gli anni '40 vedono un consolidamento delle tendenze emerse nel decennio precedente, mentre dal 1947 si afferma l'astrazione con il manifesto dell'Agrupación Espacio, i cui principali esponenti sono Jorge Eduardo Eielson e Fernando de Szyszlo (1925 – 2017). Nella seconda metà degli anni '60 vengono presentate a Lima una serie di mostre legate alle avanguardie internazionali come Pop art, Op art e non-oggettivismo. Nel 1969, due importanti mostre di Tilsa Tsuchiya e José Tola segnano il ritorno all'arte figurativa. All'inizio degli anni '80 emerge il collettivo E.P.S. Huayco che sperimenta tecniche di produzione industriale come la serigrafia e realizza interventi effimeri in spazi urbani e periferici, per creare un'arte pubblica e popolare. Gli anni '80 vedono il consolidamento delle tendenze iniziate nel decennio precedente: l'espressionismo e la figurazione fantastica occupano lo spazio della galleria, mentre la fotografia si consolida come una delle alternative più innovative. Gli anni '90 hanno portato cambiamenti radicali alla scena artistica peruviana, dovuti in gran parte all'apertura internazionale promossa dalle Biennali Iberoamericane di Lima (1997, 1999, 2002); la videoarte, l'installazione e la fotografia acquisiscono un nuovo ruolo.

Mantello cermoniale Paracas (100 a.C. - 100 d.C.)
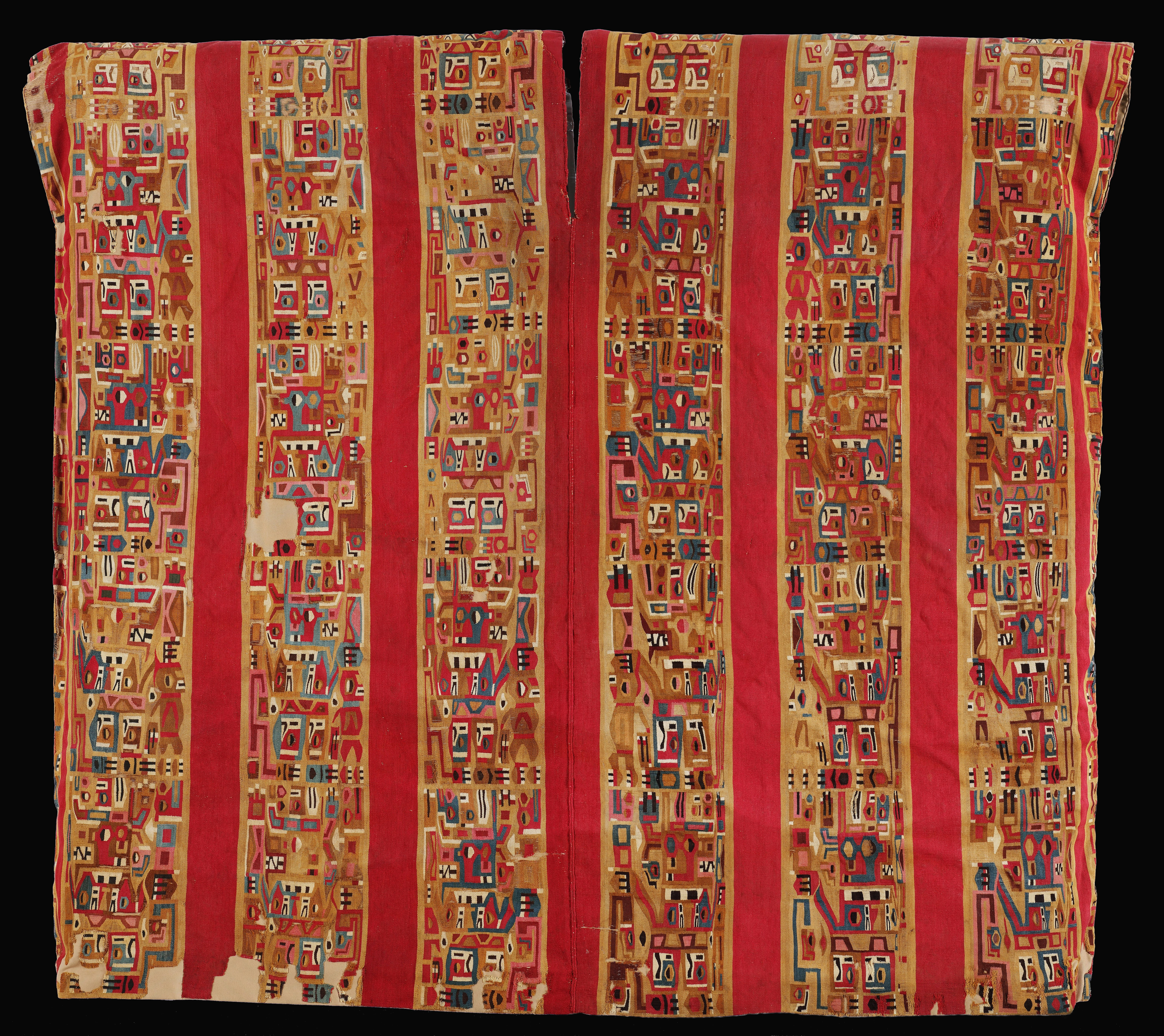
Tappeto Huari (600 - 900 d.C.)
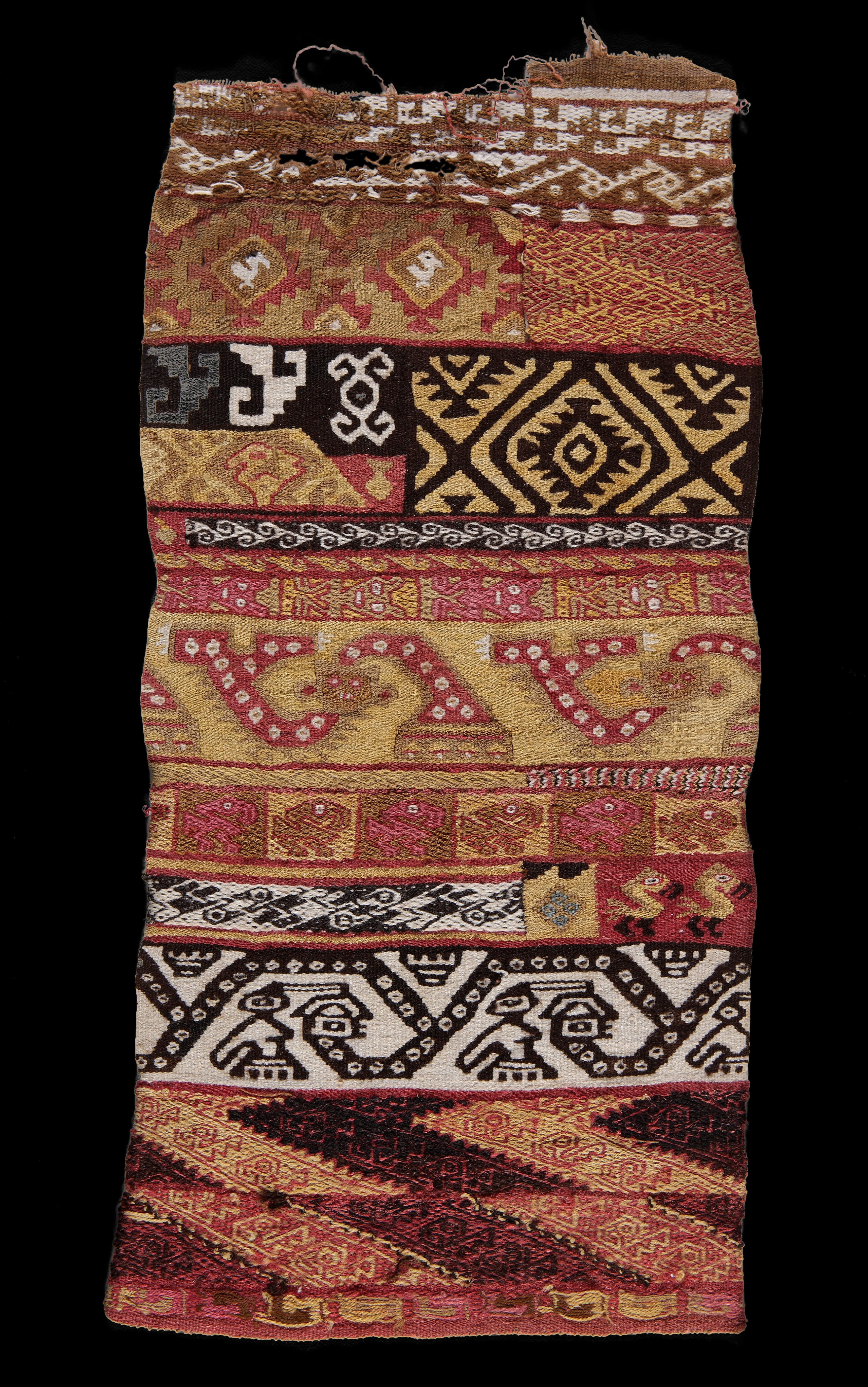
Tappeto Chancay (1000 - 1400 d.C.)
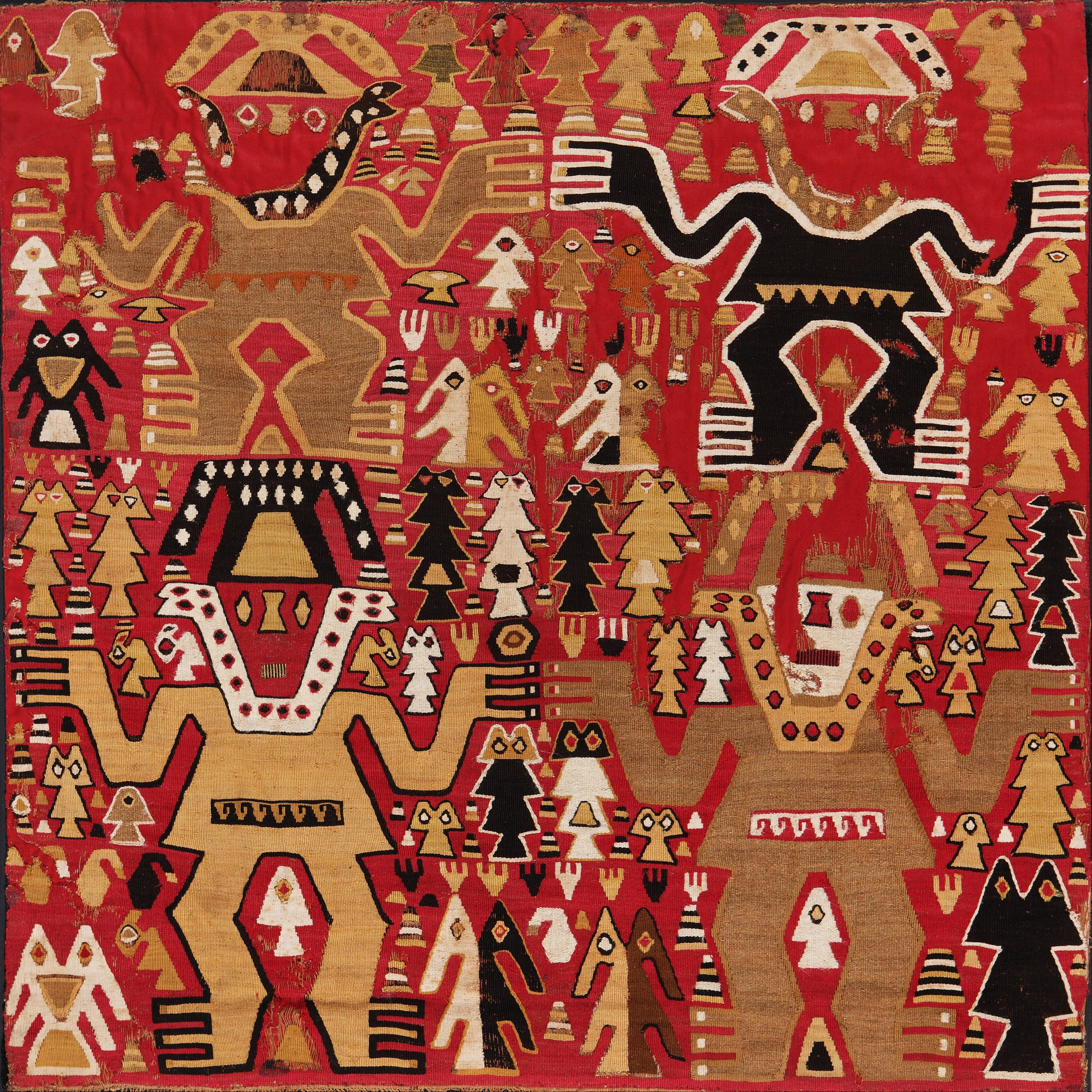
Tappeto cerimoniale Chimú (1350 - 1450 d.C.)
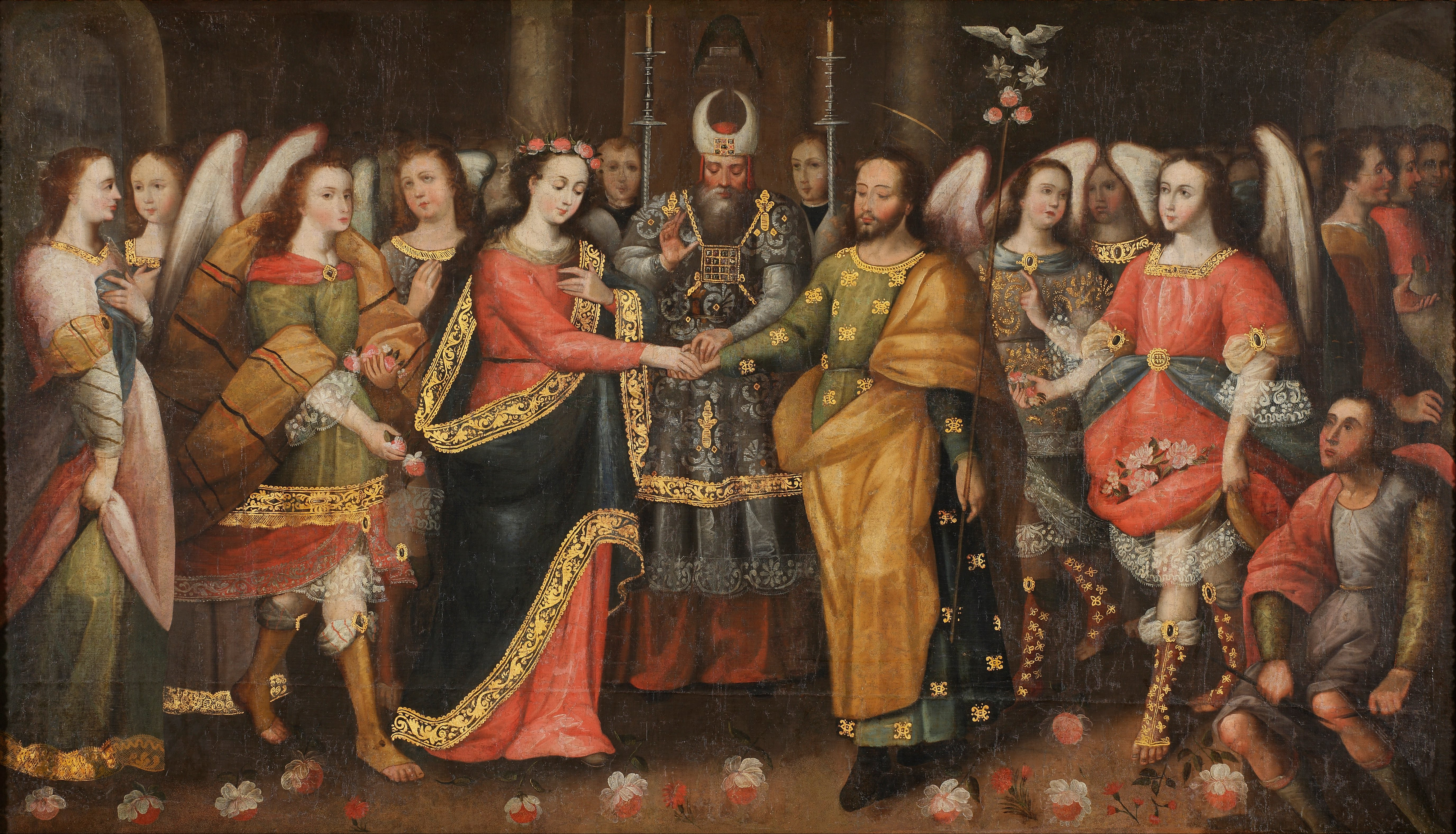
Sposalizio della Vergine, Scuola di Cuzco (1680 - 1700 circa)
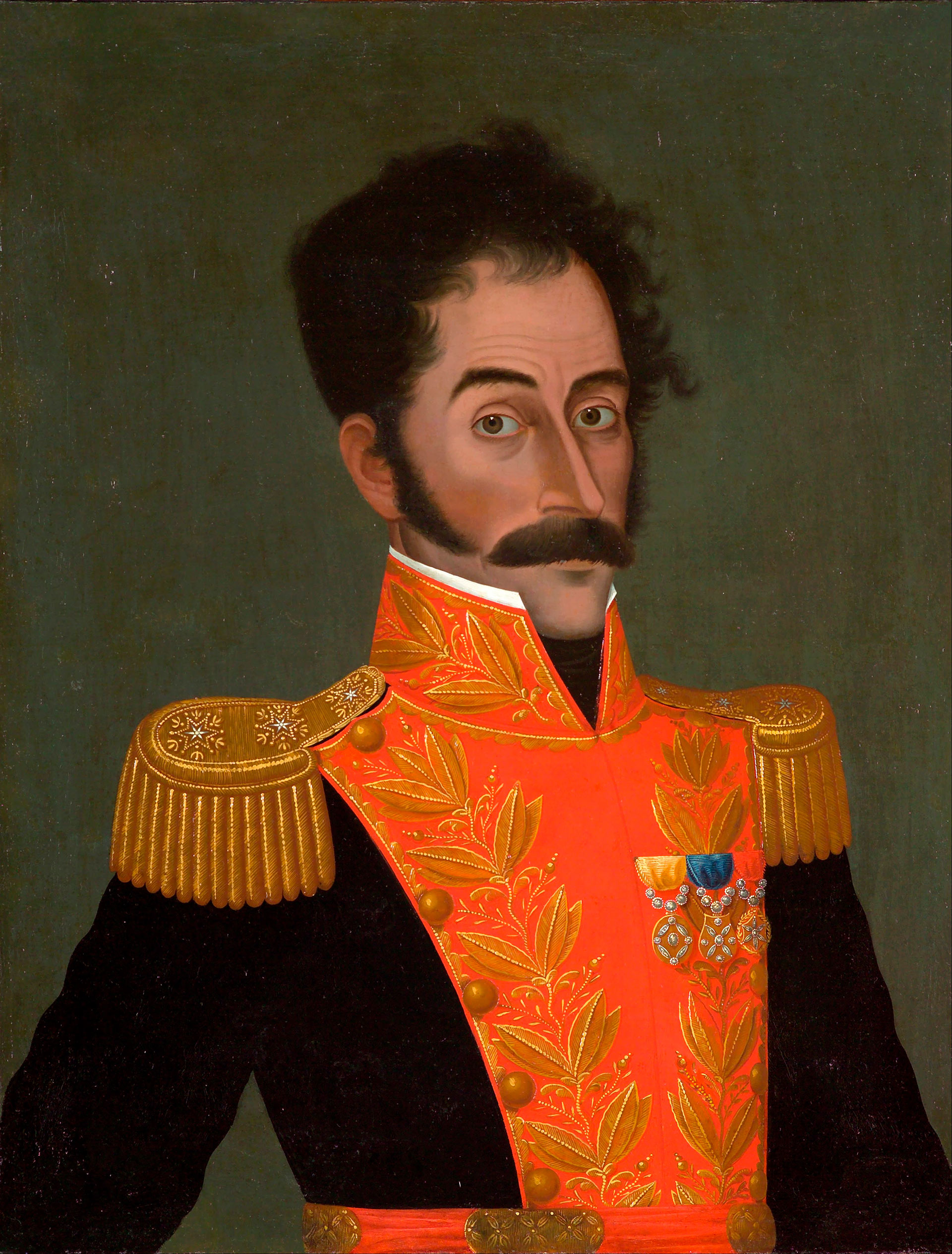
Simón Bolívar di José Gil de Castro (1823-1825 circa)
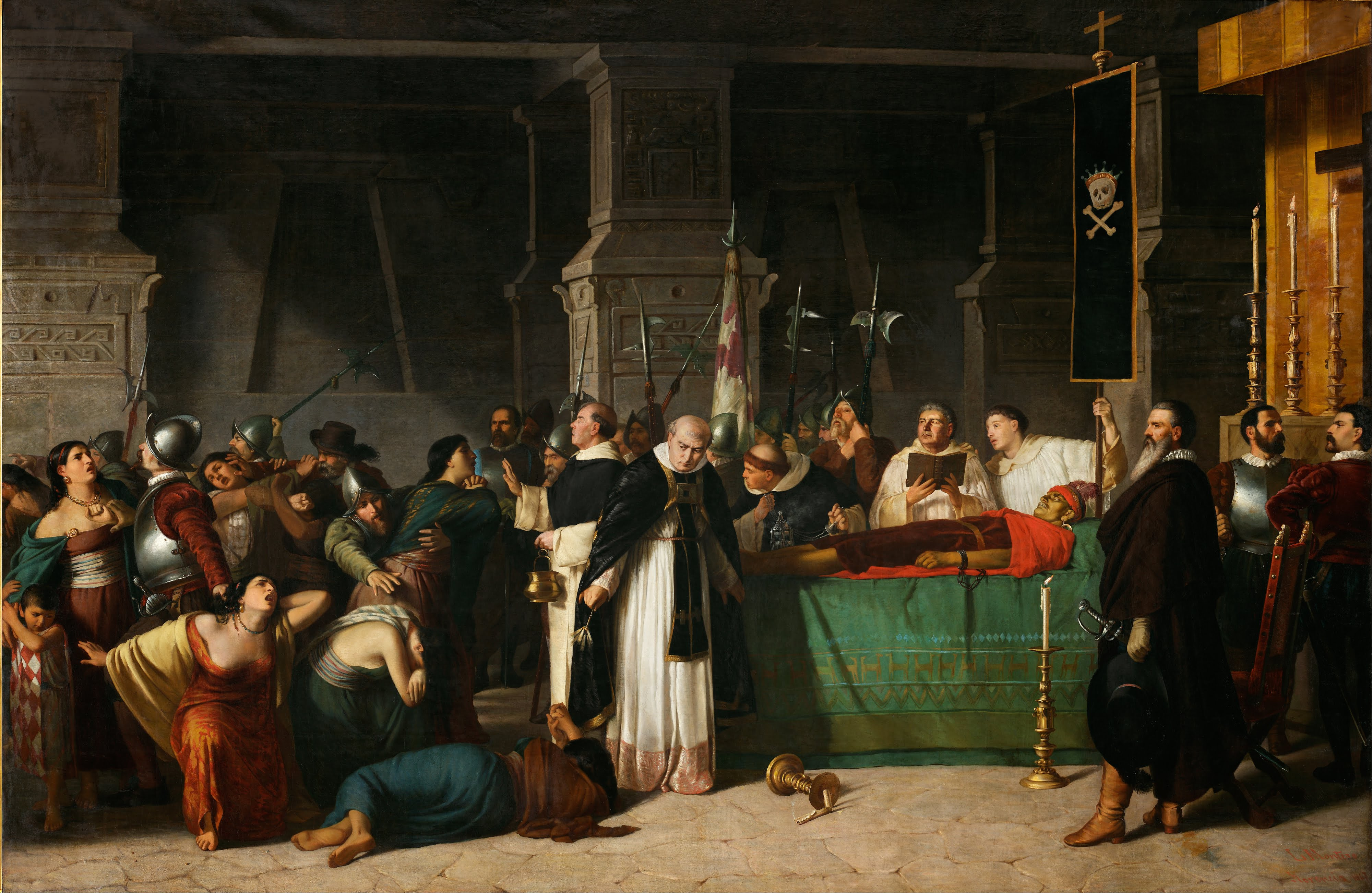
Los funerales de Atahualpa di Luis Montero (1867)
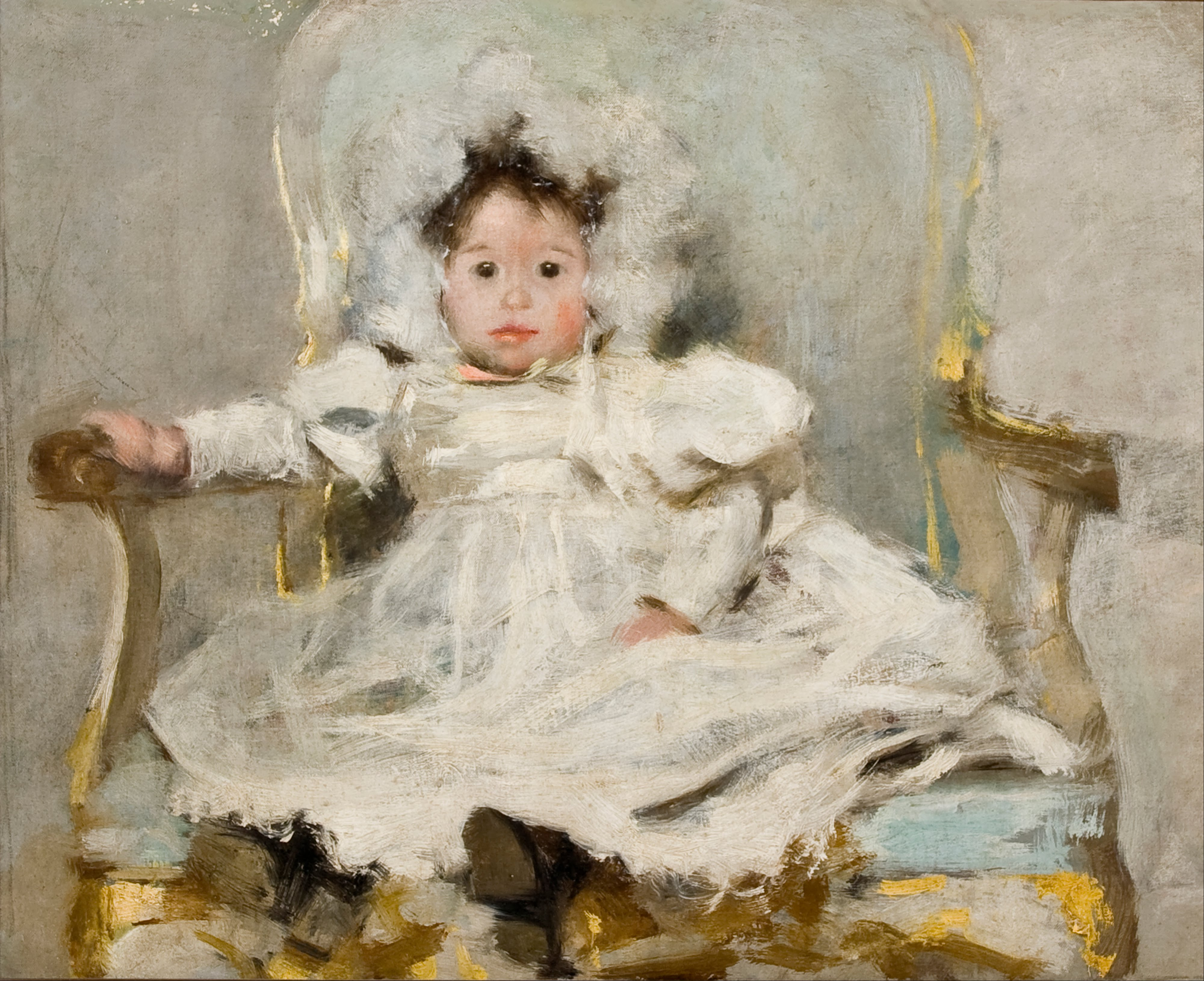
Niña en blanco di Carlos Baca-Flor (1902)

## Primo piano
Dopo la riapertura del 2010, al primo piano del Museo si trovano le sale per le esposizioni temporanee, la biblioteca, l'archivio d'arte peruviana, l'area didattica (con un'ampia offerta di corsi e laboratori), il ristorante, la libreria e l'auditorium.

### Esposizioni temporanee
Quattro sale del primo piano sono a disposizione per le esposizioni temporanee, dedicate all'arte peruviana, dalle origini ai contemporanei, e all'arte internazionale.
Il 21 giugno 2023 è stata inaugurata la grande mostra Los incas. Más allá de un imperio, dedicata a esplorare la storia degli Inca, dalle loro origini e dalla formazione del Tahuantinsuyo (Impero Inca) all'inserimento dei loro discendenti in un nuovo ordine coloniale; presenta anche alcuni esempi della sua eredità nella società peruviana contemporanea attraverso l'arte, il disegno e la cultura della vita.

### Biblioteca "Manuel Solari Swayne"
La biblioteca, dal 1991 intitolata a Manuel Solari Swayne (1914 – 1990), tra i fondatori del Patronato de las Artes, conta più di 15 000 volumi tra libri e cataloghi di mostre, oltre a 1 000 titoli di riviste di arte e cultura dal Perù e dall'estero; inoltre ha un'ampia raccolta di diapositive, video e altri audiovisivi che completano l'offerta a disposizione di esperti, critici e studenti.

### Archivo d'arte peruviano
L'Archivo d'arte peruviano (AAP), che ha iniziato la sua attività nel 1996, organizza e diffonde la collezione documentaria e bibliografica sull'arte e gli artisti in peruviani. L'obiettivo principale è garantire agli studiosi e ai ricercatori l'accesso ai materiali bibliografici e alle raccolte dell'emeroteca.
La raccolta è composta da periodici, cataloghi e ritagli di giornali, da oltre 2 100 portfolio di artisti peruviani e altri 500 portfolio organizzati tematicamente per le attività artistiche e culturali a livello nazionale.

### Corsi del MALI
Il MALI offre una vasta gamma di corsi per bambini, giovani e adulti in vari rami relativi alle arti performative, arti grafiche, arti decorative, arti vocali, arti musicali, ballo e danza.
Dal 2008 vengono organizzati anche corsi di specializzazione professionale in ambito culturale.

### Laboratorio di conservazione e restauro
Il laboratorio di conservazione e restauro del MALI, che ha iniziato l'attività nel 1988, è aggiornato con gli ultimi progressi della ricerca scientifica su componenti e procedure artistiche, al fine di individuare i metodi più efficaci per fermare il deterioramento delle opere, e contribuisce alla conservazione del patrimonio culturale peruviano.

### Auditorium AFP Integra
L'Autitorium, con ingresso indipendente dal Parco delle Esposizioni, dispone di 245 posti a sedere ed è utilizzato per spettacoli, conferenze e convegni.

### Libreria
La libreria del MALI, disegnata dall'architetto Jordi Puig, è una libreria specializzata nelle pubblicazioni di arte, architettura e archeologia, nonché i cataloghi delle mostre temporanee. È anche un negozio nel quale si trovano cartoline con riproduzioni delle opere della collezione, serigrafie commemorative, articoli di merchandising, articoli  di artigianato e design contemporaneo.

## Archivio digitale dell'arte peruviana - ARCHI
L'Archivio digitale dell'arte peruviana (ARCHI), inaugurato nell'aprile del 2016, è una piattaforma digitale dedicata alla documentazione e alla diffusione del patrimonio culturale del Perù, nel modo più completo e rappresentativo possibile, contribuendo a salvaguardarlo e renderlo più accessibile.

Questa iniziativa del Museo d'arte di Lima (MALI) e dell'Archivio fotografico Daniel Giannoni, in accordo con il Ministero della cultura del Perù e con il sostegno dell'Ufficio federale della cultura della Svizzera, comprende immagini di varie espressioni dell'arte, della cultura e dell'architettura del Perù, nei loro vari momenti storici, dall'epoca preispanica ai giorni nostri. Le immagini a bassa risoluzione possono essere visualizzate e utilizzate gratuitamente da studenti, insegnanti, ricercatori e dal pubblico in generale per scopi didattici e di ricerca. L'uso delle immagini per scopi commerciali richiede l'autorizzazione.

## Programma Amici del MALI - PAM
Per una migliore integrazione con la società civile, il Museo d'arte di Lima ha avviato nel 1993 il programma Amici del MALI (PAM), che conta circa 500 soci distribuiti nelle diverse categorie (benefattori, sponsor, gallerie, familiari, individui e studenti).

## Pubblicazioni

### Collezioni permanenti
- (ES) Cecilia Pardo, Ricardo Kusunoki, Natalia Majluf (a cura di), Guía MALI, Lima, Asociación Museo de Arte de Lima, 2015, ISBN 9789972718465.
- (ES) Luis Eduardo Wuffarden, Ricardo Kusunoki, Arte Colonial. Colección del Museo de Arte de Lima, Lima, Asociación Museo de Arte de Lima, 2016, ISBN 9789972718533.
- (ES) Natalia Majluf, Arte Republicano. Colección del Museo de Arte de Lima, Lima, Asociación Museo de Arte de Lima, 2015, ISBN 9789972718496.
- (ES) Arte Moderno. Colección del Museo de Arte de Lima, Lima, Museo de Arte de Lima, 2014, ISBN 9789972718434.
- (ES) Sharon Lerner (a cura di), Arte Contemporáneo. Colección del Museo de Arte de Lima, Lima, Museo de Arte de Lima, 2013, ISBN 9789972718366.

### Esposizioni temporanee
- (ES) Natalia Majluf, Luis Eduardo Wuffarden, Camilo Blas, Lima, Museo de Arte de Lima, 2010, ISBN 978-9972-718-23-6.
- (ES) Natalia Majluf (a cura di), Luis Montero. Los funerales de Atahualpa, Lima, Asociación Museo de Arte de Lima, 2011, ISBN 978-9972-718-25-0.
- (ES) Ricardo Kusunoki, Luis Eduardo Wuffarden, Natalia Majluf, Carlos Baca-Flor. El último académico, Lima, Asociación Museo de Arte de Lima, 2013, ISBN 978-9972-718-33-5.
- (ES) Castillo de Huarmey. El Mausoleo Imperial Wari, Lima, Museo de Arte de Lima, 2014, ISBN 978-9972-718-40-3.
- (ES) Natalia Majluf et al (a cura di), José Gil de Castro: Pintor de libertadores, Lima, Asociación Museo de Arte de Lima, 2014, ISBN 978-9972-718-42-7.
- (ES) Natalia Majluf (a cura di), La creación del costumbrismo. Las acuarelas de la donación Juan Carlos Verme, Lima, Museo de Arte de Lima, Instituto Francés de Estudios Andinos, 2014, ISBN 978-9972-718-54-0.
- (ES) Peter Fux (a cura di), Chavín, Lima, Asociación Museo de Arte de Lima, 2015, ISBN 978-9972-718-44-1.
- (ES) Cecilia Pardo, Julio Rucabado (a cura di), Moche y sus vecinos. Reconstruyendo identidades, Lima, Asociación Museo de Arte de Lima, 2016, ISBN 978-9972-718-50-2.
- (ES) Cecilia Pardo, Peter Fux (a cura di), Nasca, Lima, Asociación Museo de Arte de Lima, 2017, ISBN 978-9972-718-57-1.
- (ES) Cecilia Pardo, Julio Rucabado, Ricardo Kusunoki (a cura di), Los incas. Más allá de un imperio, Lima, 2023, ISBN 978-9972-718-66-3.